# Tom Clancy's The Division (jeu vidéo)
Tom Clancy’s The Division est un jeu vidéo en ligne à monde ouvert de tir tactique et d'action-RPG développé par Massive Entertainment, Ubisoft Reflections, Red Storm Entertainment et Ubisoft Annecy et édité par Ubisoft, sorti le 8 mars 2016 sur PlayStation 4, Xbox One et Windows. 
Sa suite, Tom Clancy's The Division 2, a été annoncée officiellement le 15 mars 2018.

## Synopsis
L'histoire du jeu se déroule à New York dans Manhattan et est principalement racontée à travers des cinématiques et des « échos », fragments audios que le joueur doit collecter. Ce dernier système narratif a été comparé par la presse spécialisée à la mécanique d'enquête présente dans la série Batman: Arkham.
Un pathogène, le Poison Vert, se propage lors du Black Friday via des billets contaminés et provoque un chaos sans précédent aux États-Unis et provoque la mise en quarantaine de ville majeures du pays (le scénario est inspiré par l'opération Dark Winter, une simulation d'une attaque bioterroriste et par la Directive 51, directive présidentielle en cas de catastrophe majeure). En réaction, le gouvernement a activé la Directive 51 et déployé les agents de la Strategic Homeland Division (SHD), une agence gouvernementale, aussi appelée simplement la «Division», opérant en cas de catastrophe majeure pour inverser la tendance et mettre fin au chaos. Mais trois semaines après les évènements, les agents de la première vague sont tous soit morts, soit portés disparus.
Le joueur incarne un agent de la seconde vague de la Division, dont la mission est d'établir une base pour « reprendre » New York qui est en proie au chaos depuis la mise en quarantaine de la ville et pour stopper la propagation du virus. Pour ce faire, les agents doivent se battre avec l'aide de la Joint Task Force, une force conjointe qui réunit policiers, militaires, services de secours et tout le personnel volontaire disposant de connaissances auxiliaires, face aux nouvelles organisations et combattants ennemis qui sont apparus à la suite du chaos, avec le souhait de prendre le contrôle de la ville par la peur: 
- Les Émeutiers : des groupes de civils qui s'adonnent aux pillages, sans réel chef, un peu indépendants les uns aux autres mais très violents[10].
- Les Nettoyeurs : un groupe créé par Joe Ferro, un éboueur amateur de talk-shows. Sa femme fut une des premières victimes de la folie du Poison Vert et il rejeta la faute de ne pas avoir pu empêcher la propagation du virus sur le gouvernement[11]. Il prit donc la décision d'éradiquer le virus (et tous ceux qui pourraient leur barrer le passage) par le feu en établissant un groupe de civils porteurs des mêmes convictions que lui, qui sèment la terreur avec des lance-flammes et des grenades incendiaires[10].
- Les Rikers : les Rikers sont les évadés de la prison du même nom sur Rikers Island[10]. Tous les criminels les plus dangereux, les gangs et les tueurs en série s'échappèrent grâce à une seule détenue : Larae Barett[12]. Elle réunit tous ces criminels et n'ont qu'un seul vœu : faire payer ceux qui les ont enfermés dans le pénitencier.
- Le Last Man Battalion (LMB) : ce groupe est en fait une SMP (société militaire privée) dirigée par Charles Bliss et dont le QG est situé dans le Siège des Nations unies[13]. Les soldats sont des tueurs entraînés et envoyés par Bliss afin de rétablir l'ordre à Manhattan, par la force s'il le faut. Malgré le fait que la Division et le LMB aient le même but, le LMB n'hésite pas à s'attaquer aux civils et à ces unités afin d'être eux seuls les maîtres de la ville. Les membres du LMB possèdent pour certains du matériel équivalent à celui des agents de la Division.
- La Première Vague : la première vague d'agents de la Division fut envoyée pour sauver la ville mais fut déclarée perdue. Néanmoins, certains de ses agents ont survécu et sont devenus des renégats[14]. Le chef autoproclamé de ces renégats de la 1re vague, Aaron Keener, ancien courtier des marchés à terme, ne cherche pas à sauver la ville mais au contraire à y répandre la terreur[15]. Il a réussi à récupérer le code source du Poison Vert et à capturer Vitaly Tchernenko, un virologue russe qui a créé le virus avec Gordon Amherst[16]. Il est désormais capable de reproduire le Poison Vert, mais ses objectifs sont inconnus.

## Système de jeu
Le joueur incarne un agent de la Division doté d'une multitude de gadgets high-tech (comme des mines chercheuses) et doit accomplir une série de missions dans New York pour évoluer. Ce jeu est basé sur un monde ouvert, et il est possible de combattre d'autres agents (joueurs) dans la Dark Zone. L'action se déroule comme dans un jeu de tir à la troisième personne (TPS). Le jeu est présenté par ses concepteurs comme un RPG (en plus d'un TPS). Le choix a été fait de privilégier la puissance de l'équipement, ce qui fait logiquement perdre de l'importance au talent du joueur. Comme dans de nombreux jeux Tom Clancy's, les développeurs ont encouragé le jeu en équipe, une équipe pouvant être constituée de 4 joueurs au maximum. Le jeu se divise en deux parties distinctes, détaillées ci-après.
Les joueurs non coutumiers des MMOG peuvent se référer à ce lexique du MMOG pour avoir les définitions des mots qu'ils ne comprendraient pas.

### La première zone, uniquement PVE
The Division se divise en deux parties distinctes. Chaque zone possède sa propre monnaie et son propre niveau d'expérience pour le joueur (ce dernier peut être, par exemple, niveau 10 dans la première zone, et niveau 1 dans la deuxième). Elles sont donc indépendantes l'une de l'autre.
La première zone (où vous ne rencontrerez que des ennemis classiques et dirigés par l'IA, dite PvE), dispose de missions disponibles en fonction des quartiers de New York. Chaque quartier possède sa propre difficulté, indépendamment du niveau du joueur. Un joueur de niveau 5 aura de fait des difficultés à accomplir des missions dans un quartier de niveau 10-12, par exemple.
Les missions se jouent seul ou en multijoueur. Il est tout à fait possible d'entrer dans le menu du jeu et de profiter du "Matchmaking", permettant au joueur de s'allier avec d'autres en ligne (au maximum de 4) pour jouer les missions en escouade. Il est aussi possible d'inviter des amis qui possèdent le jeu et de jouer en coopération.
Le fonctionnement de cette partie du jeu tourne autour de la base d'opérations (un ancien bureau de poste contrôlé par les agents de la division) qu'il va falloir améliorer. Au sein de ce poste de commandement existent trois ailes bien distinctes : aile médicale, aile technologique et aile de sécurité. Chaque aile possède dix améliorations distinctes, débloquant ainsi de nouvelles compétences, talents et bonus pour le joueur. Pour débloquer ces améliorations, il faudra accomplir des missions, visibles sur la carte à des endroits précis, et divisées en quatre parties distinctes : missions de l'aile Médicale, missions de l'aile Technologique, missions de l'aile Sécurité et missions secondaires. Chaque type de mission possède son propre code couleur et son logo, les rendant ainsi facilement reconnaissables sur la carte du joueur : vert avec une étoile pour l'aile médicale, jaune avec un éclair pour l'aile technologique, bleu avec un bouclier pour l'aile de sécurité, puis, enfin, bleu clair avec un pentagone pour les missions secondaires. Les tailles et formes de ces logos diffèrent en fonction de l'importance de la mission et de leur récompense (les logos les plus gros sont des missions principales, ces dernières donnant beaucoup de points). Le joueur peut donc choisir quel type de mission il souhaite faire, en fonction de ce qu'il souhaite débloquer en termes de compétences : par exemple, la compétence mine téléguidée ne s'activera qu'avec un certain nombre de points dans l'aile technologique.

### La Dark Zone, PVE et PVP (centre de Manhattan)
La Dark Zone est l'épicentre de la contamination du virus dans le jeu, la zone la plus sensible et la plus dangereuse. C'est une zone PvP (Player VS Player) mais aussi PvE (Player VS Environment). En d'autres termes, il est possible de rencontrer, en plus des ennemis classiques, de vrais joueurs en ligne, aléatoirement. Elle est accessible sans chargement particulier et sans passer par le menu du jeu, simplement en passant par certaines portes ressemblant à des chambres de décontamination. Elle est, elle aussi, divisée en plusieurs quartiers, chacun ayant leur propre niveau de difficulté. 
Cette zone ne dispose pas de missions. 
Il est possible de rencontrer deux types de joueurs dans la Dark Zone : des agents neutres et des agents renégats. Les agents renégats sont des joueurs qui ont décidé de s'attaquer à d'autres joueurs, dans le but de leur voler leur butin et leur monnaie, devenant ainsi la cible des agents neutres. Ils sont indiqués sur la carte par une crâne rouge. Être renégat n'est cependant que temporaire et non définitif.
L'intérêt principal est de fouiller les quartiers de la Dark Zone, tuer des ennemis, et récupérer leur loot (butin), ce dernier étant généralement bien plus intéressant que dans la première zone du jeu. Cet équipement récupéré est néanmoins contaminé : il faudra donc aller dans certains endroits de la carte, des zones d'extractions, où n'importe quel joueur pourra faire appel à un hélicoptère qui viendra récupérer le butin afin de le décontaminer et de pouvoir l'utiliser. Ce butin, une fois extrait (et de fait, décontaminé), se retrouvera dans la « réserve » du joueur, accessible dans les endroits protégés de la première zone (au sein du poste de commandement, par exemple) ou à chaque checkpoint de la Dark Zone. La pression est palpable dans ces instants d'extraction : une fois l'hélicoptère appelé, un décompte de plus d'une minute se met en marche avant son arrivée et tous les joueurs présents dans la Dark Zone sont prévenus qu'une extraction est en cours, motivant ainsi certains agents à devenir renégats en tuant ainsi les agents rassemblés autour de la zone d'extraction. Des ennemis contrôlés par l'IA apparaîtront aussi aléatoirement, cherchant à éliminer les joueurs qui souhaitent extraire leur butin. Il est donc essentiel d'être prudent lors d'une extraction.
La MAJ 1.6 introduit une grosse nouveauté pour celle-ci, avec l'apparition de trois nouvelles sections (7, 8 et 9).

### Équipement
L’équipement est personnalisable : il inclut des armes (pistolets, fusils d'assauts, carabines, fusils à pompe, etc.) et des protections (gilet pare-balles, masques pour les zones contaminées, genouillères, etc.). Ils sont classés en plusieurs niveaux de rareté et identifiés par un code couleur, du moins fort au plus fort : gris (commun), vert (rare), bleu (spécialisé), violet (tactique), jaune (haute qualité) et vert d'eau (kits d'équipement). Ces équipements sont classés en fonction de leur niveau (de 1 à 30 selon le niveau du joueur puis avec un score d'arme allant de 25 à 256 au-delà du niveau 30 du joueur) et ne peuvent être utilisés que si le joueur possède au moins le même niveau : par exemple, un équipement, comme une armure de niveau 15, ne pourra pas être utilisé par un joueur de niveau 10. Il est possible d'acheter de l'équipement avec une monnaie du jeu, récupérée généralement sur les ennemis tués. Jusqu'à la MAJ 1.5, il n'y a pas de micro-transactions. À partir de la MAJ 1.6, des micro-transactions seront introduites.
À partir de la MAJ 1.6, les armes et pièces d'armure nommées cessent d'être de l'équipement haute qualité pour entrer dans une nouvelle classe, appelée équipement exotique (de couleur rouge orangé).
Seule la Dark Zone a sa propre monnaie qui permet d'acheter des armes ou accessoires de haut niveau / très haut niveau. Le jeu compte 28 missions à son lancement.

## Développement

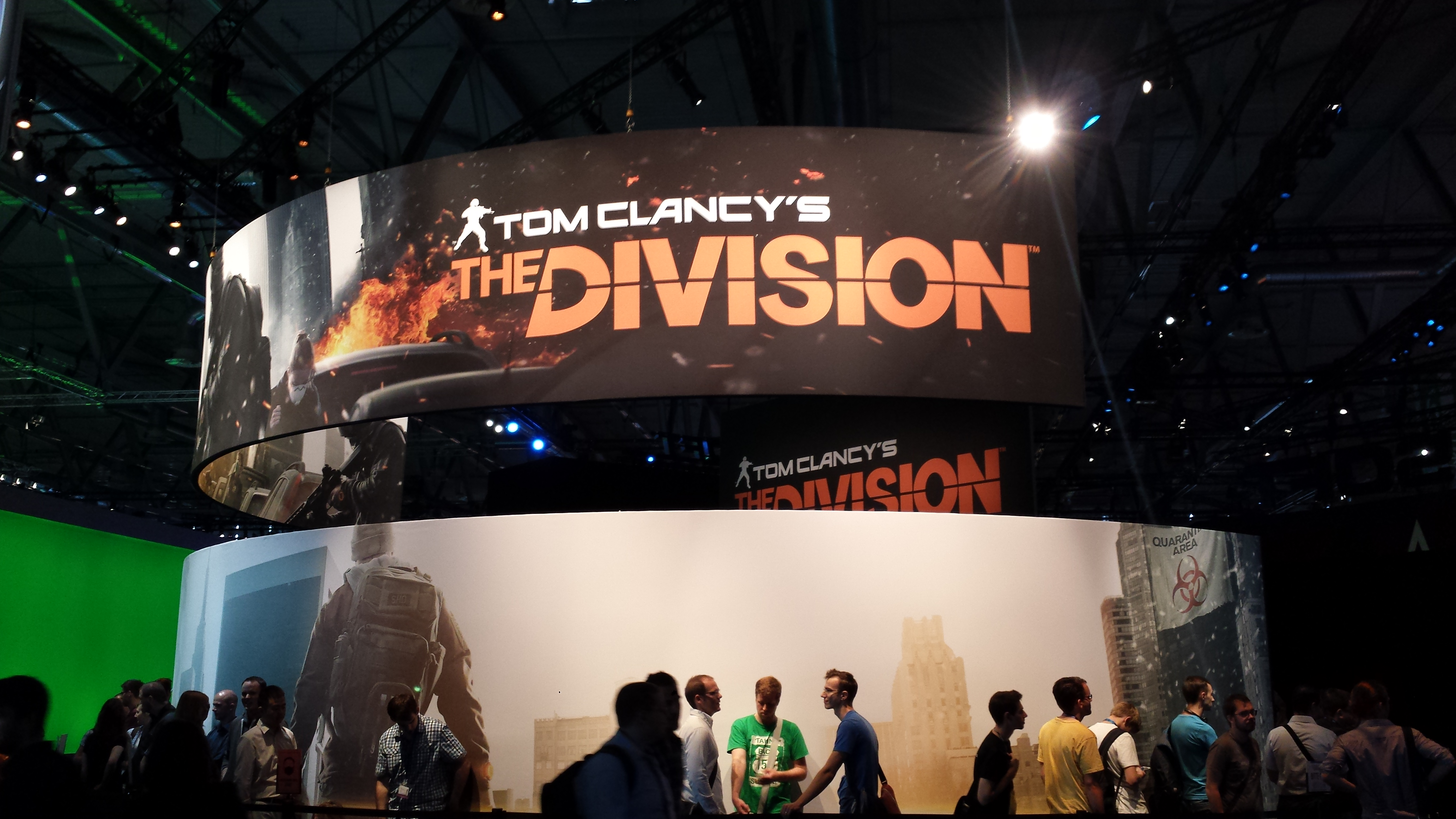
Présentation du jeu Tom Clancy's The Division à la Gamescom 2013.

Tom Clancy's The Division a été développé par le studio Massive Entertainment. Le jeu a fait l'objet de développement additionnel par Ubisoft Reflections, Red Storm Entertainment et Ubisoft Annecy
Le jeu est annoncé lors de la conférence de presse d'Ubisoft à l'E3 2013. Le jeu utilise le nouveau moteur graphique Snowdrop permettant de mettre en avant différents effets visuels tels que les différents effets de lumière, la gestion de la fumée, les changements climatiques ou encore les répercussions sur les décors.
Initialement prévu pour début 2014, le jeu est repoussé pour 2015 en mai 2014. En mai 2015, le jeu est de nouveau repoussé pour une sortie lors du premier trimestre 2016. Lors de l'E3 2015, des extraits du jeu sont présentés et une date de sortie annoncée du 8 mars 2016. Une bêta ouverte ayant eu lieu du 18 au 21 février 2016 a permis à Tom Clancy's The Division de réunir 6,4 millions de joueurs connectés, battant ainsi le record qui était détenu par la bêta de Destiny. Un trailer de lancement est sorti le 1er mars 2016, peu avant la sortie du jeu le 8 mars 2016.

## Mises à jour et contenu téléchargeable
Les patchnotes des MAJs et le détail des DLC sont disponibles sur le site officiel du jeu.

### Mises à jour
Chaque mise à jour gratuite a pour but de corriger des bugs, de rééquilibrer le jeu en modifiant des caractéristiques d'armes, de talents ou de bonus (via des nerfs ou des buffs) ou de modifier ou d'ajouter des mécaniques de jeu.
La MAJ 1.1 a entre autres introduit un nouveau type de missions, les incursions (missions de haut niveau destinées à des groupes de 4 joueurs).
Depuis la MAJ 1.4, les MAJs sont disponibles sur un PTS (Public Test Server), un serveur secondaire où les joueurs peuvent tester les évolutions possibles du jeu et donner leur retour sur celles-ci. Les futurs correctifs sont donc affinés pendant la disponibilité du PTS avant que la MAJ définitive ne soit déployée.
La MAJ 1.6, annoncée pour le 23 mai 2017 sur tous les supports, apportera une nouvelle fonctionnalité : les paquetages, permettant de sauvegarder son stuff (mods compris) ainsi que les compétences et talents sélectionnés avec ledit stuff .
Le rééquilibrage du jeu par buff et surtout par nerf a été rendu nécessaire par le fait que certains éléments du jeu sont mal équilibrés à leur sortie (souvent trop puissants), ce qui pousse notamment une majorité de joueurs à les utiliser (pistolets mitrailleurs AUG et Vector, kit de matériel Appel de la Sentinelle couplé au fusil à pompe, etc.).

### Contenu téléchargeable
Trois DLC payants ont été annoncés pour la première année (de la sortie du jeu en mars 2016 à fin 2016), mais le gros travail demandé par la MAJ 1.4 a repoussé les deuxième et troisième contenus. Un season pass donne accès aux trois premiers DLC.

#### Souterrains
Le contenu "Souterrain" est disponible depuis le 28 juin 2016 sur PC et Xbox One et le 2 août 2016 sur PS4.
Ce contenu ajoute une nouvelle map, les Souterrains, accessible via le Terminal (via l’ascenseur de celui-ci ou par déplacement rapide) - les niveaux sont générés aléatoirement et gèrent des handicaps, les directives - un système de grade est en place, tout comme les niveaux dans la map principale.
Ce contenu ajoute également la troisième incursion, Le Nid Du Dragon, et 4 nouveaux kits de matériel.

#### Survie
Le contenu "Survie" est disponible le 22 novembre 2016 sur PC et Xbox One et le 20 décembre sur PS4,. Outre le DLC, sur PS4, une autre MAJ apporte un patch pour la PS4 Pro.
Le DLC introduit un nouveau mode de jeu, Survie, où les joueurs doivent gérer le froid, la faim, la soif et la maladie. Contrairement aux souterrains, Survie ne se joue pas sur une map à part mais sur l'intégralité de la map principale (DZ comprise - zones 1 à 6, les zones 7 à 9 n'ont pas été intégrées ultérieurement). Ce mode de jeu est jouable en PVE ou PVP. Les joueurs repartent de zéro sans leur matériel mais juste avec de l'équipement de base et un pistolet. Les joueurs, à la suite d'une blessure après le crash de l'hélicoptère, doivent vite confectionner un masque antivirus pour se rendre dans la Dark Zone afin de poursuivre la mission initiale malgré la septicémie. Les joueurs devront trouver les antiviraux et s'extraire. Ce mode introduit également une nouvelle faction, les Chasseurs, que l'on ne voit pour l'instant que dans ce DLC. En fin de partie (mission finie ou non) et en fonction de la réussite de certains objectifs, les joueurs reçoivent en récompense des caches scellées dont le contenu est utilisable dans le jeu principal.

#### Baroud d'honneur
Le DLC "Baroud d'honneur" est sorti le 28 février 2017, en même temps que la MAJ 1.6, sur toutes les plateformes simultanément.
Le DLC est orienté PVP mais il y a cependant un aspect PVE, des mobs étant également présents. De plus, pour des soucis d'équilibrage, l'équipement et les dégâts des joueurs sont normalisés afin d'éviter de trop gros écarts. Ce DLC se présente sous la forme d'une arène localisée dans la Dark Zone pouvant accueillir deux équipes de huit joueurs maximum. Ces deux équipes s'affrontent pour prendre le contrôle de zones définies sur la carte.

## Accueil

### Réception critique
Tom Clancy's The Division a globalement reçu de bonnes appréciations de la presse spécialisée.
Dans un article sur Merlanfrit, Martin Lefebvre qualifie le scénario du jeu en écrivant qu'il contient « une bonne dose de bêtise réac ».

### Ventes
Le lancement du jeu constitue un record absolu pour le démarrage d'une nouvelle franchise, en réalisant notamment 277 000 ventes sur consoles au Royaume-Uni dans sa première semaine de sortie. En fin de course, il apporte à Ubisoft un chiffre d'affaires de 330 millions de dollars, détrônant du même coup Destiny parmi les nouvelle licences les plus fructueuses.
En mars 2018, le jeu passe la barre des 20 millions de joueurs.